# Rosignano Solvay
Rosignano Solvay (/roziɲˈɲano solˈvɛ/) è la frazione più popolata del comune di Rosignano Marittimo, in provincia di Livorno; situato a circa 25 km a sud da Livorno.

## Storia

### Dalle origini alla seconda guerra mondiale

#### Le origini
Vi sono prove tangibili che la località sia stata abitata da etruschi e Romani. La Tabula Peutingeriana colloca la stazione di Velinis in un'area che probabilmente corrisponde alle attuali località di Castiglioncello, Rosignano e Vada. Qui, sempre secondo quanto riportato sulla tavola, sorgeva anche la città etrusca di Calverina o Valserina, nome forse alla base dell'attuale Solferino, zona di ritrovamenti di reperti di periodo etrusco, utili per la ricostruzione di una cronologia storica del territorio. A ulteriore testimonianza di ciò ci sono resti archeologici in altre zone di Rosignano, specie quelle corrispondenti oggi a Via della Villana, via Dante e anche in Monte alla Rena, oltre che a Castiglioncello.

#### Il periodo medievale
In periodo medioevale nella zona esisteva un castello importante, che controllava il territorio denominato Mondiglio: una campagna lavorata da contadini e coloni, che erano legati per obblighi militari ai padroni.
Il castello fu anche al centro di una controversia dilungatasi tra il 1119/1202 circa i confini tra il castello di Castiglione Mondiglio, di proprietà dei discendenti della famiglia dei conti di Pisa e il castello di Rosignano. La controversia riguardava l'assegnazione del fiume Fine, allora navigabile, sfruttato perché permetteva di trasportare dalla terraferma al mare il legname ricavato dalle zone boschive, destinato ai mercati costieri. 
Diversi comunque sono gli atti che registrano un quadro vivace delle lotte tra i vari castelli della zona (Vada, Castiglioncello, Colle). Diverbi di questo genere, frequenti specie dopo il 1150, mostrano che nella seconda metà del XII secolo la zona di Rosignano e il suo territorio, erano inseriti nell'economia toscana.
Anche nei secoli seguenti la zona boschiva intorno a Rosignano, fu spesso visitata e menzionata da figure storiche importanti della storia toscana e italiana; in particolare la caccia, specie quella al capriolo, era molto apprezzata dai membri della Casa Medici.

#### L'età moderna
Secondo l'estimo del 1795, nella zona costiera in località "Monte alla rena" esistevano solo la casetta dei Cavalleggeri e una casa di lavoratori.
Il territorio in questo periodo rimase prevalentemente disabitato (si preferiva stanziare o comunque trasferirsi nei vicini colli o nelle zone limitrofe) anche a causa della presenza costante di briganti e della zona malarica costiera, che trovavano nella macchia mediterranea un ottimo nascondiglio e habitat.
Tra Livorno e Piombino, esisteva una sola strada diretta di collegamento, percorsa solo in caso di estrema necessità militare (si preferiva allungare il percorso optando per i colli), e spesso solo dai cavalleggeri che si occupavano di mantenere il controllo sul territorio a servizio dei proprietari terrieri: per questo veniva chiamata via dei Cavalleggeri o via del Littorale. 
Anche la costa, che pure si presentava adatta alla navigazione e alla creazione di eventuali punti di sbarco, non venne mai sfruttata, anche a causa della preesistenza dei porti di Livorno e di Vada, più sicuri rispetto alle coste battagliate dai briganti.
Questa fu la situazione fino al XIX secolo, quando le bonifiche attuate durante il Granducato Lorenese portarono allo sviluppo del vicino abitato di Vada (prosciugamento dei paduletti di Vada verso la prima metà dell'800).

#### L'età contemporanea
Il punto di svolta si ebbe all'inizio del Novecento, con l'apertura della linea ferroviaria Livorno-Vada-Cecina (1910) e l'accresciuto interesse per la tratta costiera di Castiglioncello. Nello stesso periodo, in queste zone due fratelli di origini belghe, Ernest e Alfred Solvay, andavano in cerca di un appezzamento di terreno dove far sorgere la loro fabbrica. I due si interessarono dapprima alle località limitrofe a San Vincenzo, per la loro posizione più vicina alle cave calcaree di San Carlo. Dopo il rifiuto da parte della comunità l'attenzione cadde proprio sulle campagne di Rosignano. I due si accorsero che il territorio poteva offrire buona materia prima, soprattutto a causa di affioramenti di acqua salmastra che rilasciava sul terreno il salgemma, rivelatosi poi fondamentale per la produzione industriale.
Ernest Solvay decise quindi di costruire a Rosignano uno stabilimento per la fabbricazione della soda. I lavori iniziarono il 17 settembre 1913 con la posa delle fondazioni. Presto la costruzione dello stabilimento si rilevò di grande attrattiva per le vicine realtà urbane, tra le quali Livorno, che procurò personale tecnicamente qualificato, ma anche per i paesi collinari, che offrirono manodopera a buon mercato. Prese così il via la trasformazione del litorale del comune di Rosignano Marittimo. Nel 1917 intorno alla fabbrica si era creato un vero e proprio paese, che venne chiamato Solvay Rosignano, a riconoscimento dei fondatori della fabbrica stessa. Negli anni precedenti allo scoppio della prima guerra mondiale, il paese si espanse, creando quello che è conosciuto come il Villaggio Solvay, che prevedeva l'estendersi di aree verdi, che comprendevano verde pubblico e verde privato, viali alberati e i veri e propri parchi che circondavano le residenze dirigenziali, alternarsi alle abitazioni e alla struttura urbana, che differenziava (ancora oggi è tratto distintivo) Rosignano dagli altri insediamenti della Maremma Toscana. Questa frenetica espansione però ebbe una brusca frenata quando l'Italia scese in guerra, infatti durante questo periodo tutto si ferma fino al 1920. In questo periodo vi fu un incremento notevole della popolazione, ma soprattutto del complesso abitativo, che è diviso dalla ferrovia, vede estendersi una parte a mare sulla via Aurelia, fino a Monte alla Rena, una parte invece vicino alla fabbrica. Nel 1923 Solvay Rosignano, dietro richieste della società belga, divenne a tutti gli effetti una frazione del comune.
La fabbrica e il villaggio furono ampliati nei decenni seguenti. Tra il 1922 e il 1938 la società realizzò anche spazi per lo svago comunitario costruendo ad esempio gli stabilimenti balneari, tra i quali il più grande e ancora oggi in uso, il circolo ricreativo Solvay, destinato dapprima solo agli ingegneri e dirigenti Solvay, poi aperto anche agli operai. Questa iniziativa fu attivata anche perché si vide incrementare la tendenza di passare le vacanze al mare, che poi avrà il suo boom negli anni sessanta. Nel 1923 alcuni gruppi di case operaie furono costruite oltre la linea ferroviaria, verso la costa; successivamente si lavorò anche al potenziamento dei servizi. Nel 1936 il paese ricevette l'attuale denominazione di Rosignano Solvay. La frenetica attività edilizia degli anni subito precedenti al 1940 conferì alla cittadina industriale l'immagine attuale: i viali, l'alberatura, i lotti squadrati, gli orti, l'architettura, le pinete, fanno parte di un disegno generale che caratterizza l'intero agglomerato urbano affermando il tipico "stile Solvay".

### La seconda guerra mondiale e il dopoguerra
Lo scoppio della seconda guerra mondiale portò a un'ulteriore interruzione dello sviluppo del paese. Rosignano fu coinvolta direttamente dal conflitto soprattutto tra il settembre 1943 e il luglio 1944.
Gli eventi principali furono:
- 17 giugno 1940, tarda nottata: un velivolo francese sorvolò lo stabilimento e sganciò per tre volte grappoli di bombe andando a colpire l'officina meccanica, le tubazioni idrauliche, e la foresteria.

- 9 settembre 1943: davanti alla baia di Castiglioncello si svolse un combattimento navale tra due imbarcazioni italiane e due posamine tedesche, che vide le prime colpite e perdenti. Lo scontro vide il coinvolgimento anche dell'adiacente litorale di Rosignano Solvay, che con il cannoneggiamento fu colpito e registrò perdite civili.

- 20 gennaio 1944: "La notte dei bengala": iniziarono i bombardamenti sulla costa; la maggior parte delle bombe cadde in mare.

- 27 gennaio 1944: l'attentato a un maresciallo e a un carabiniere a Rosignano fece intervenire il Tribunale Militare fascista che oltre a trattenere dieci ostaggi e a imporre il coprifuoco, condannò a morte Oberdan Chiesa.

- il 30 gennaio 1944 all'alba Oberdan Chiesa venne condotto alla spiaggia del Lillatro e fucilato.

- 6 aprile 1944: i bombardamenti coinvolsero l'abitato Solvay e colpirono la rete di acqua potabile del paese.

- 23 aprile 1944: i bombardamenti colpirono lo stabilimento, provocando gravi danni alla struttura del villaggio Aniene.

- 15 giugno 1944: l'incursione più violenta e sanguinosa, durante la quale venne bombardato a tappeto tutto l'abitato.

Con l'avvicinarsi pressante delle truppe della V Armata statunitense, i tedeschi iniziarono il rastrellamento tra la popolazione del comune di Rosignano: le Schutzstaffel minacciarono molte uccisioni e ne commisero di numerose. In questi momenti venne bombardata la sede della Todt di Rosignano Solvay.
Ormai certi dell'arrivo degli americani, i tedeschi saccheggiarono lo stabilimento e caricarono tutto su una nave che fecero salpare dal Porto di Vada.
Il 3 luglio 1944 il 135º e il 168º Reggimento della 34ª Divisione della V Armata Usa occuparono Rosignano Solvay, liberandola.
Dal secondo dopoguerra il paese e lo stabilimento Solvay sono ampliati, incrementando soprattutto la parte che comprende la via Aurelia. A differenza delle strutture "giardino" del modello Solvay, qui l'agglomerato urbano si presenta in modo diverso, riversandosi direttamente sulla strada.
Oltre alla via Aurelia un nuovo incremento dell'abitato interessa anche la zona che sorge intorno alla piazza Monte alla Rena. Realizzata negli anni cinquanta intorno all'immensa duna sabbiosa che dava il nome alla località, crea un agglomerato che lascia libero proprio l'isolato dove sorgeva la duna di sabbia. Il quartiere risultante è occupato principalmente da coloro che non lavorano direttamente per la fabbrica ma che facevano parte dell'apparato orbitante intorno ad essa.

### Dalla fine del Novecento agli anni Duemila

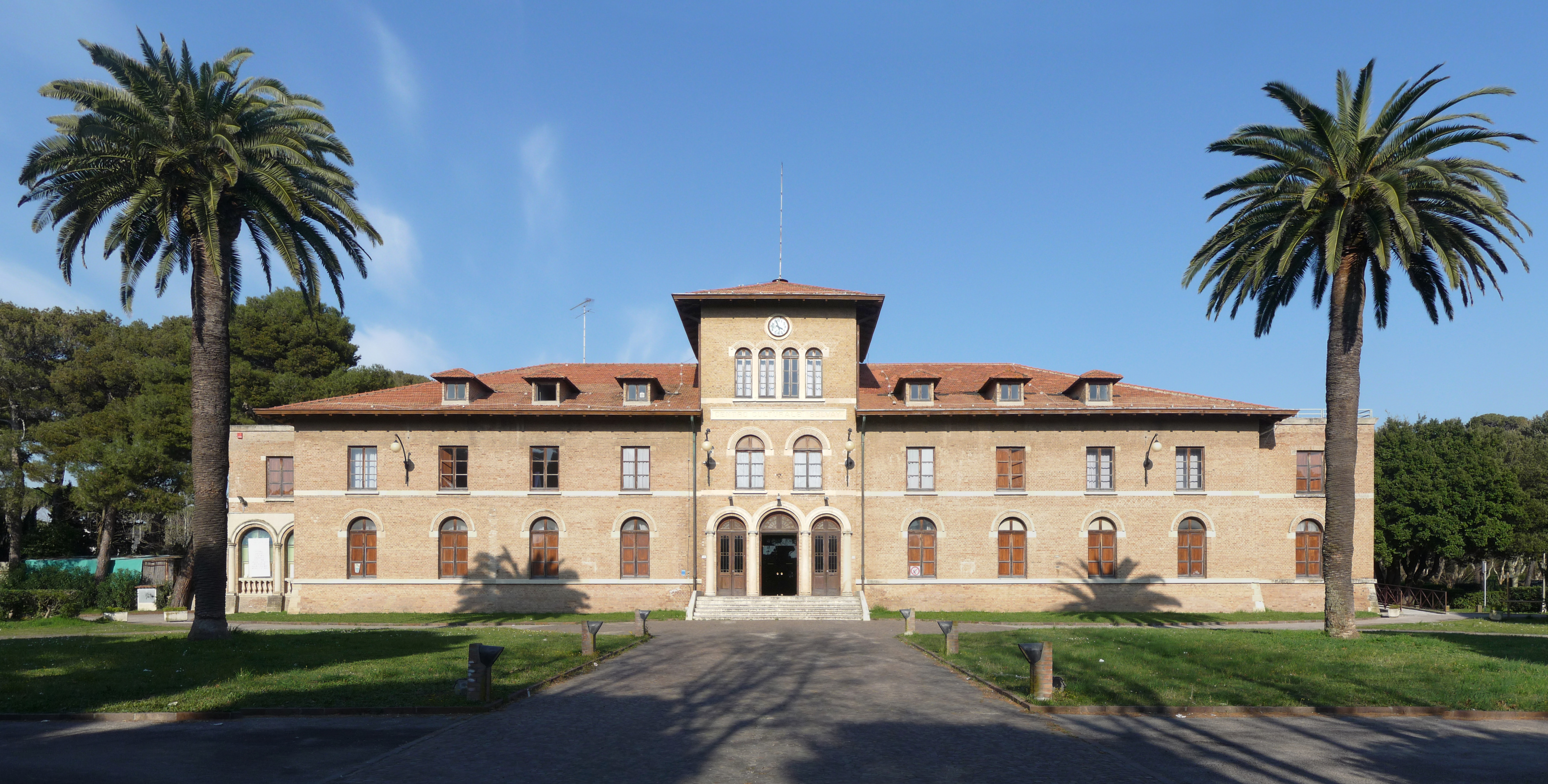
Il Teatro Solvay di Rosignano

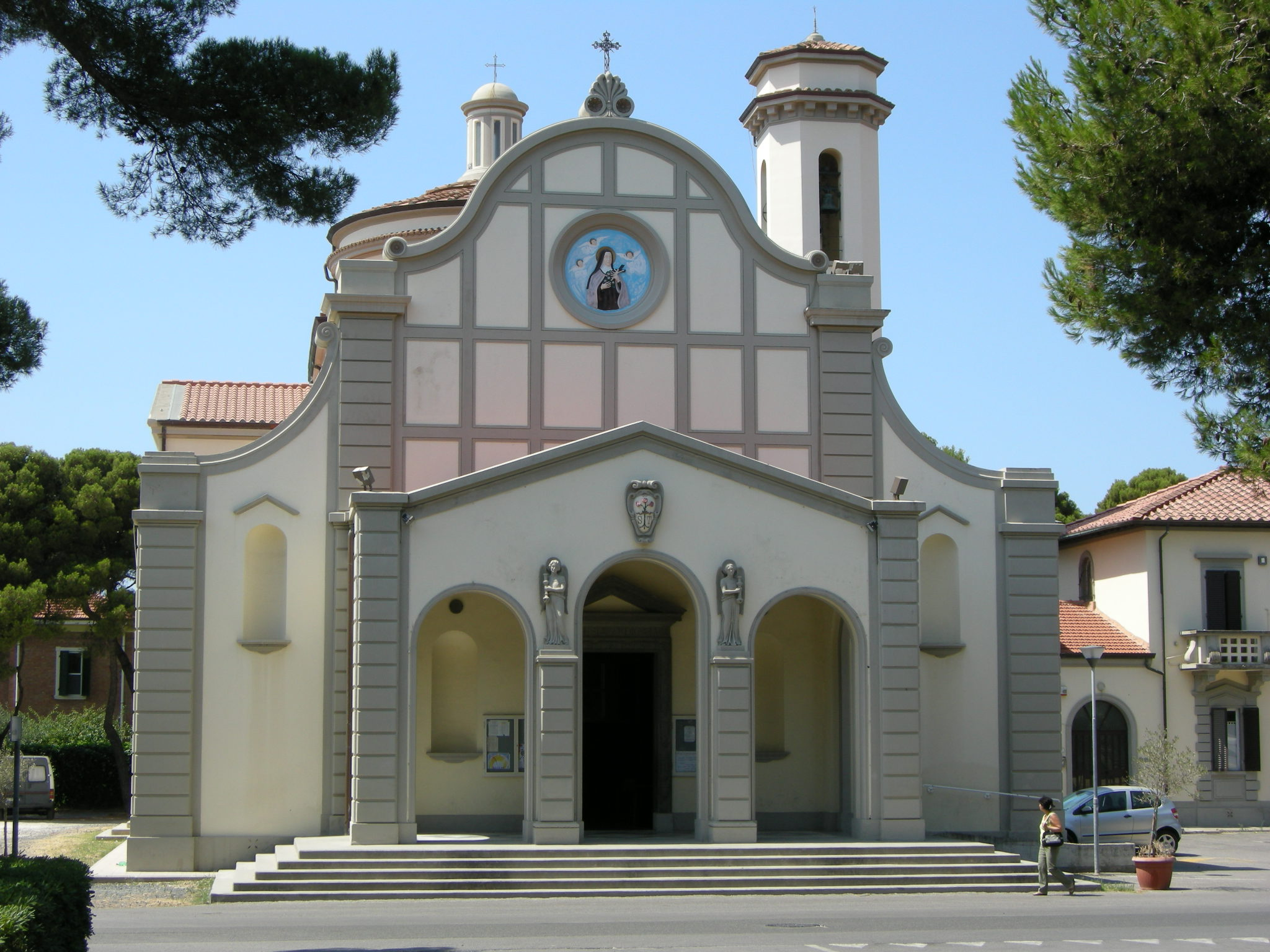
La chiesa di Santa Teresa, patrona di Rosignano

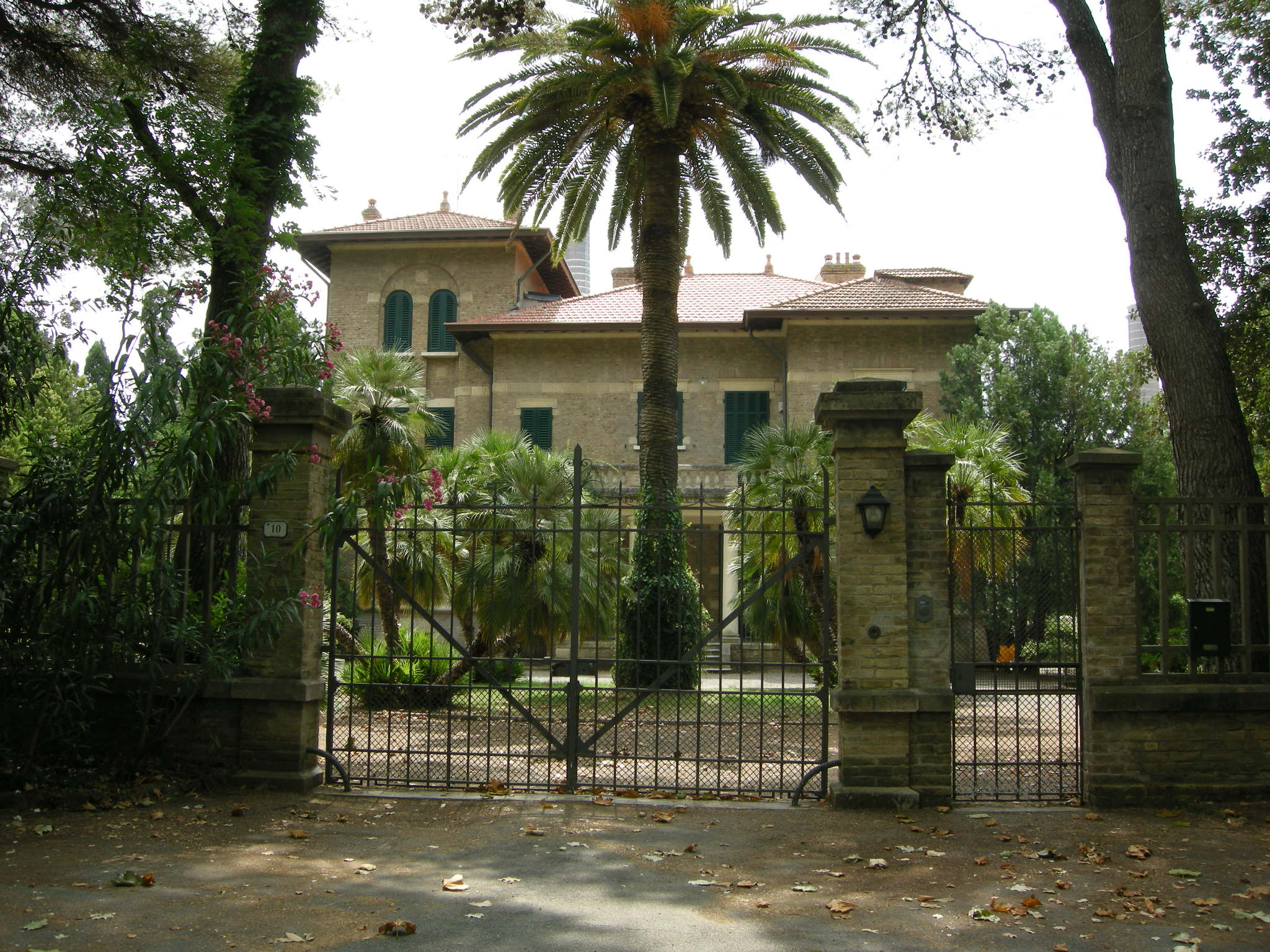
Casa per dirigenti del villaggio Solvay

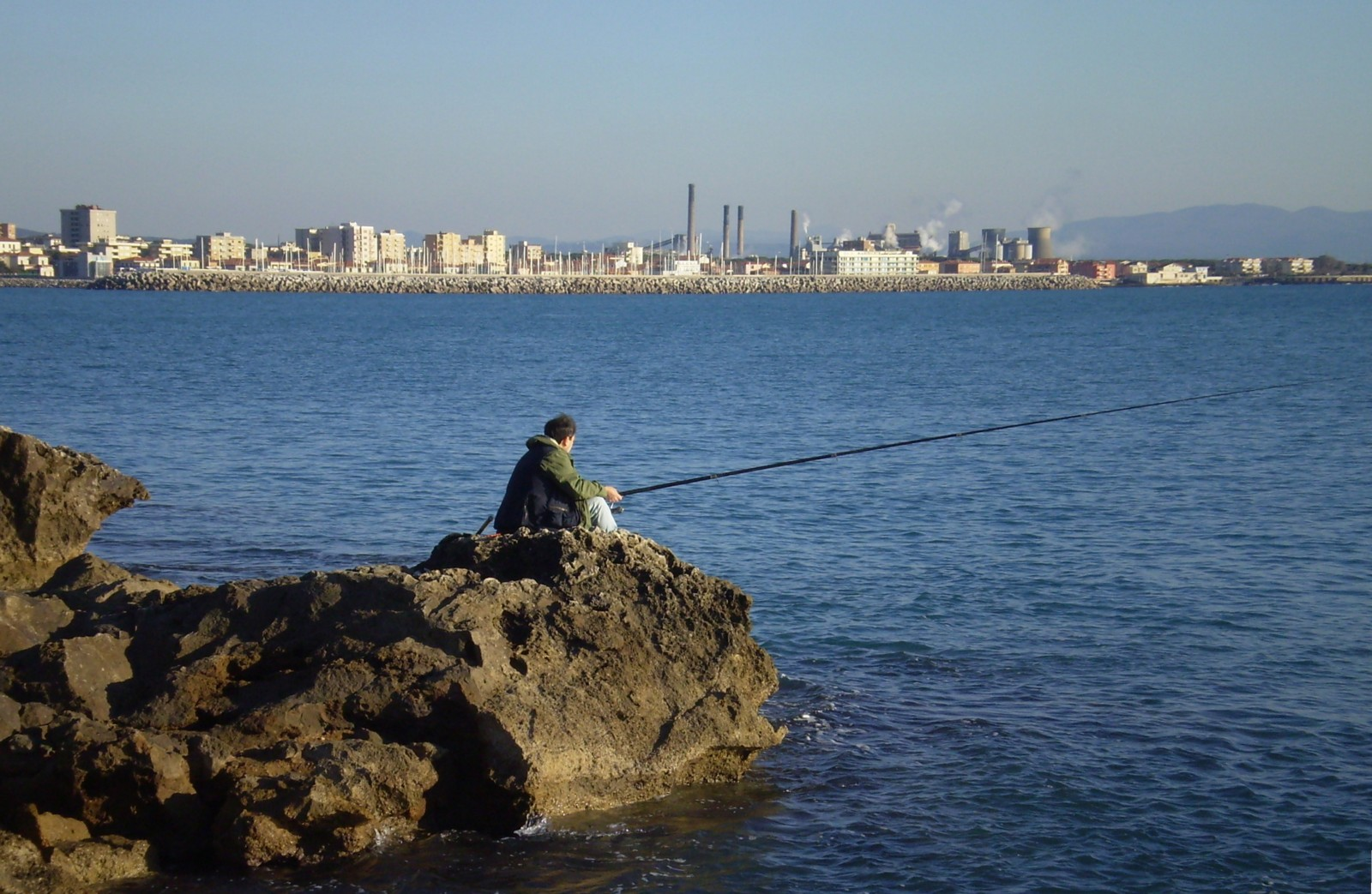
Veduta di Rosignano Solvay con il porto in primo piano

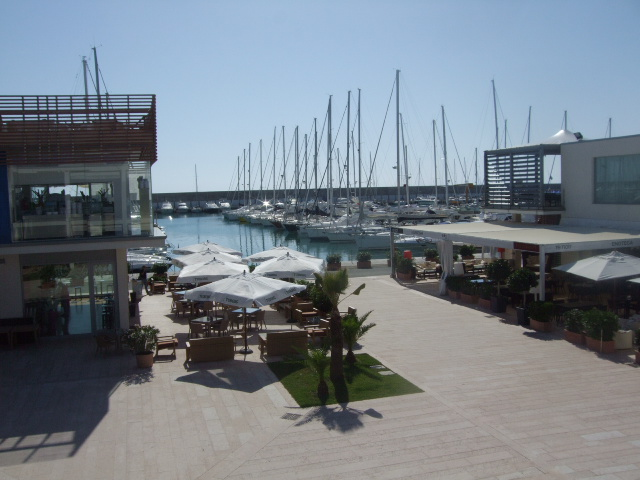
Vista lato mare del borgo all'interno del Porto Turistico

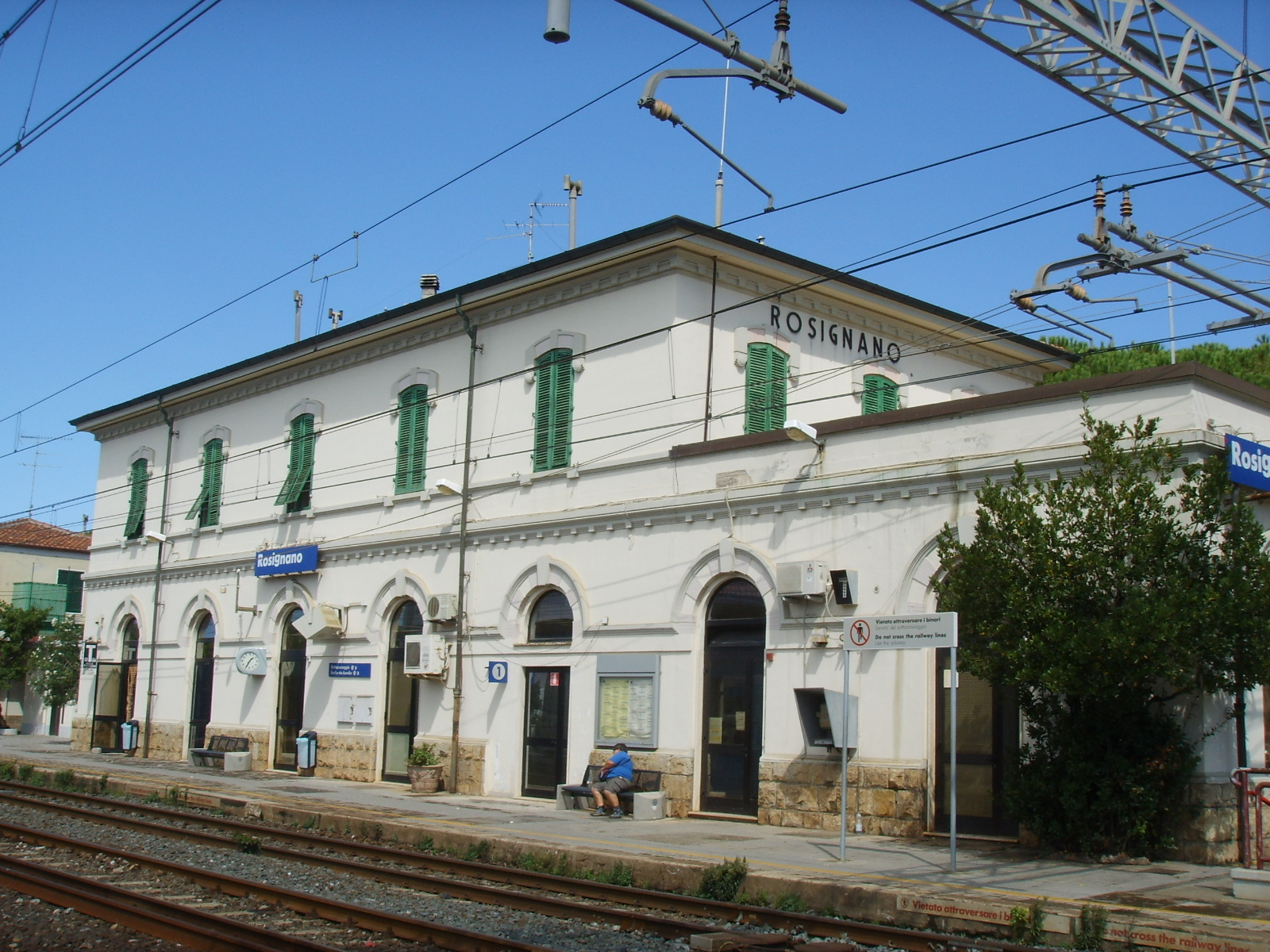
Stazione ferroviaria

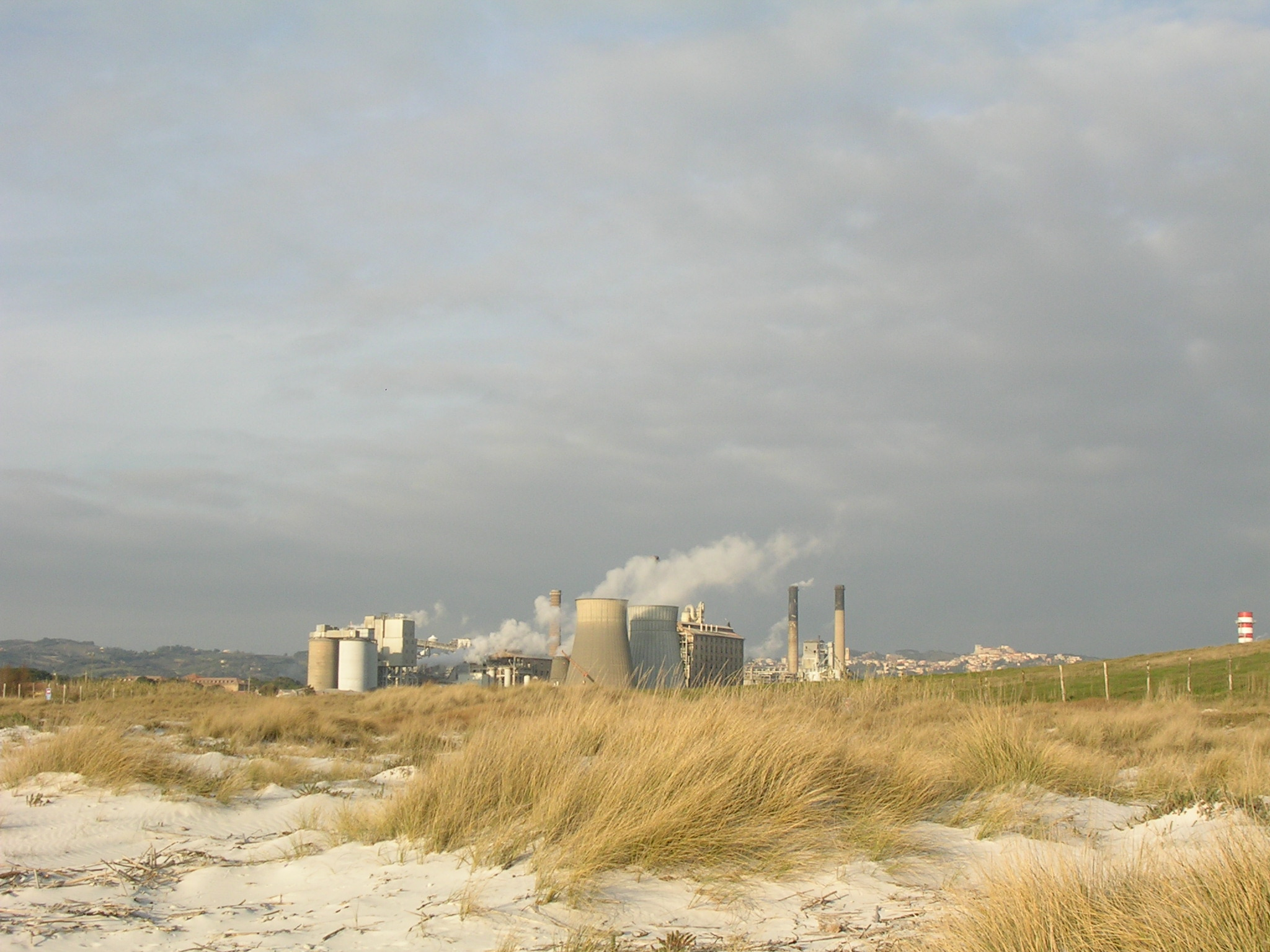
Lo stabilimento Solvay visto dalle Spiagge Bianche

Negli anni, la presenza dello stabilimento ha tuttavia causato l'inquinamento del tratto di costa situato a sud dell'abitato. Le cosiddette Spiagge Bianche sono infatti formate dagli scarichi dell'adiacente industria chimica; per il 90% è calcare cotto e finemente tritato e per il 10% circa cloruro di calcio. Queste spiagge assomigliando molto alle spiagge tropicali, attirano, nella stagione estiva, numerosi turisti. Il sito, secondo l'UNEP (Programma delle Nazioni Unite per l'Ambiente), è tra i 15 tratti costieri più inquinati del Mediterraneo.

Nel 2010 è stata definitivamente ultimata l'eliminazione del mercurio dal ciclo di fabbricazione Solvay a seguito della conversione, avvenuta a partire dal 2008, dalla tecnologia con celle di mercurio alla tecnologia con celle a membrana per l'elettrolisi del cloruro di sodio. Prima conseguenza è la cessazione completa dello scarico a mare del metallo, anche se rimangono nei sedimenti oltre 500 t di mercurio accumulatesi nel corso degli anni.

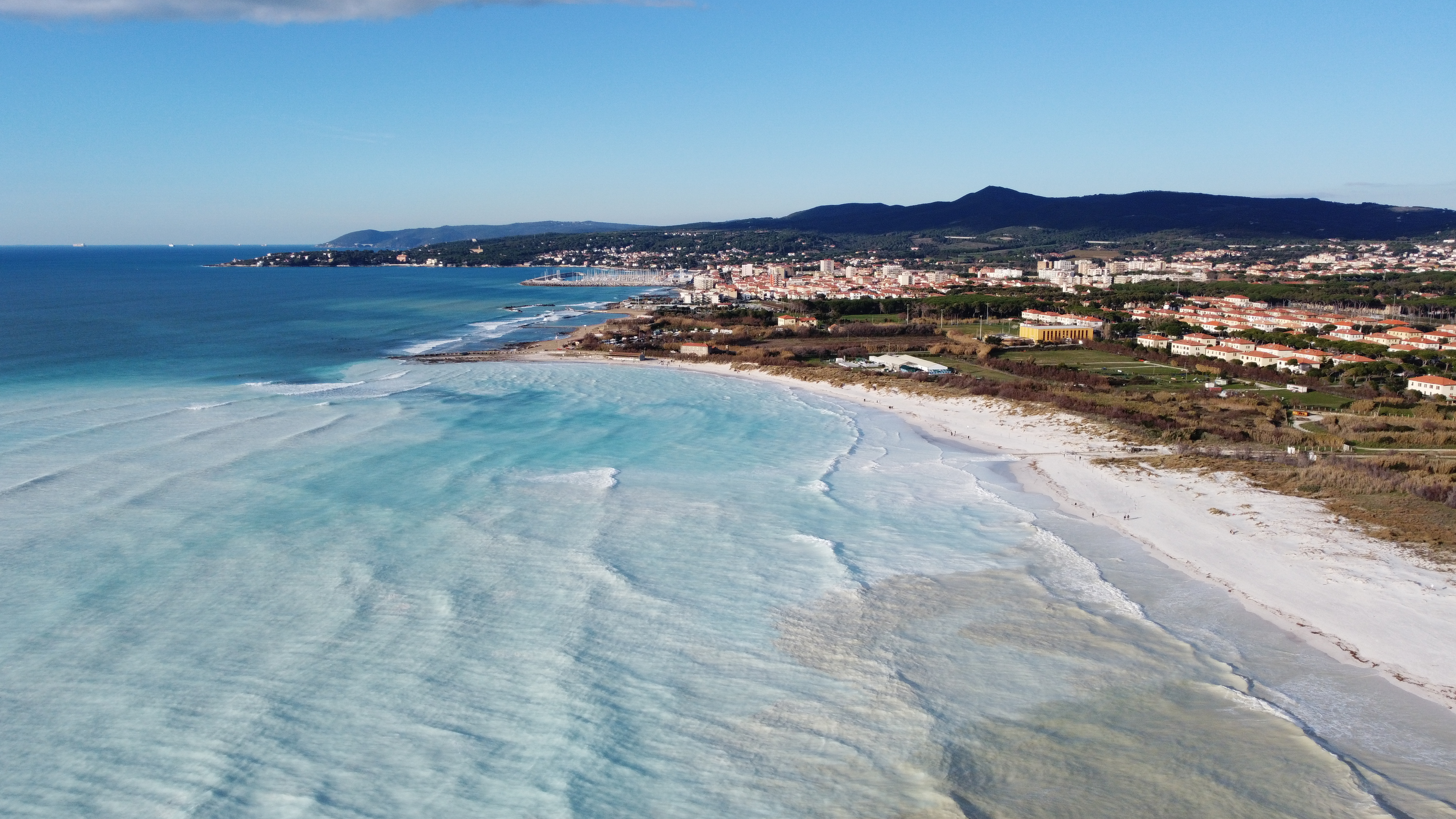
Le 'spiagge bianche' nei pressi dello stabilimento Ineos (ex-Solvay) a Rosignano (2022)

## Monumenti e luoghi d'interesse
L'insediamento sorto attorno allo stabilimento Solvay costituisce una vera e propria città giardino; infatti, il cosiddetto stile Solvay, che si percepisce percorrendo le strade della frazione, è dovuto non solo alla scelta degli stessi tipi edilizi, ma anche alla regolare scansione planimetrica dell'abitato, percorsa da ampi viali alberati.
Legata alla realizzazione del villaggio è la costruzione di una serie di edifici di spicco, quali la stazione ferroviaria (1916), il Teatro Solvay (1921), la chiesa di Santa Teresa (1931) e il più tardo Circolo ricreativo I Canottieri (1939).
Il lungomare, ove insistono diversi stabilimenti balneari, si estende da Castiglioncello, a nord, fino alla terrazza delle Quattro Repubbliche Marinare, a sud, costituendo una suggestiva passeggiata che, partendo dagli scogli della baia del Quercetano e oltrepassando il porto di Cala de' Medici, conduce fino al porto del Circolo Canottieri Solvay e alla costa bassa e sabbiosa delle Spiagge Bianche.
Presso le Spiagge Bianche, più precisamente presso il Lillatro, la comunità di Rosignano ha eretto un cippo in memoria di uno dei grandi personaggi della resistenza livornese che perse la vita per mano dei Tedeschi proprio su questa spiaggia, Oberdan Chiesa.

## Cultura

### Centro Culturale "Le Creste"
Il centro è stato inaugurato nel Dicembre del 2013 e ad oggi rappresenta il fulcro della vita culturale del paese di Rosignano Solvay. Al suo interno si trovano una caffetteria con emeroteca, la nuova biblioteca comunale, la ludoteca, lo spazio giovani, l'informagiovani e una sala conferenze.
La struttura risponde alle moderne tecniche di costruzione ed architettura; progettata da Area Progetti, UNA2 Architetti Associati, Andrea Michelini e Laura Ceccarelli, si distingue tra gli edifici pubblici -anche a livello internazionale- per le sue caratteristiche di ecocompatibilità, ed inserimento nel contesto urbano. Struttura luminosa, trasparente, dotata di spazi e arredi flessibili e di ampi spazi esterni fruibili. 
Il suo nome è stato deciso attraverso un concorso effettuato tra le classi delle scuole elementari del Comune.

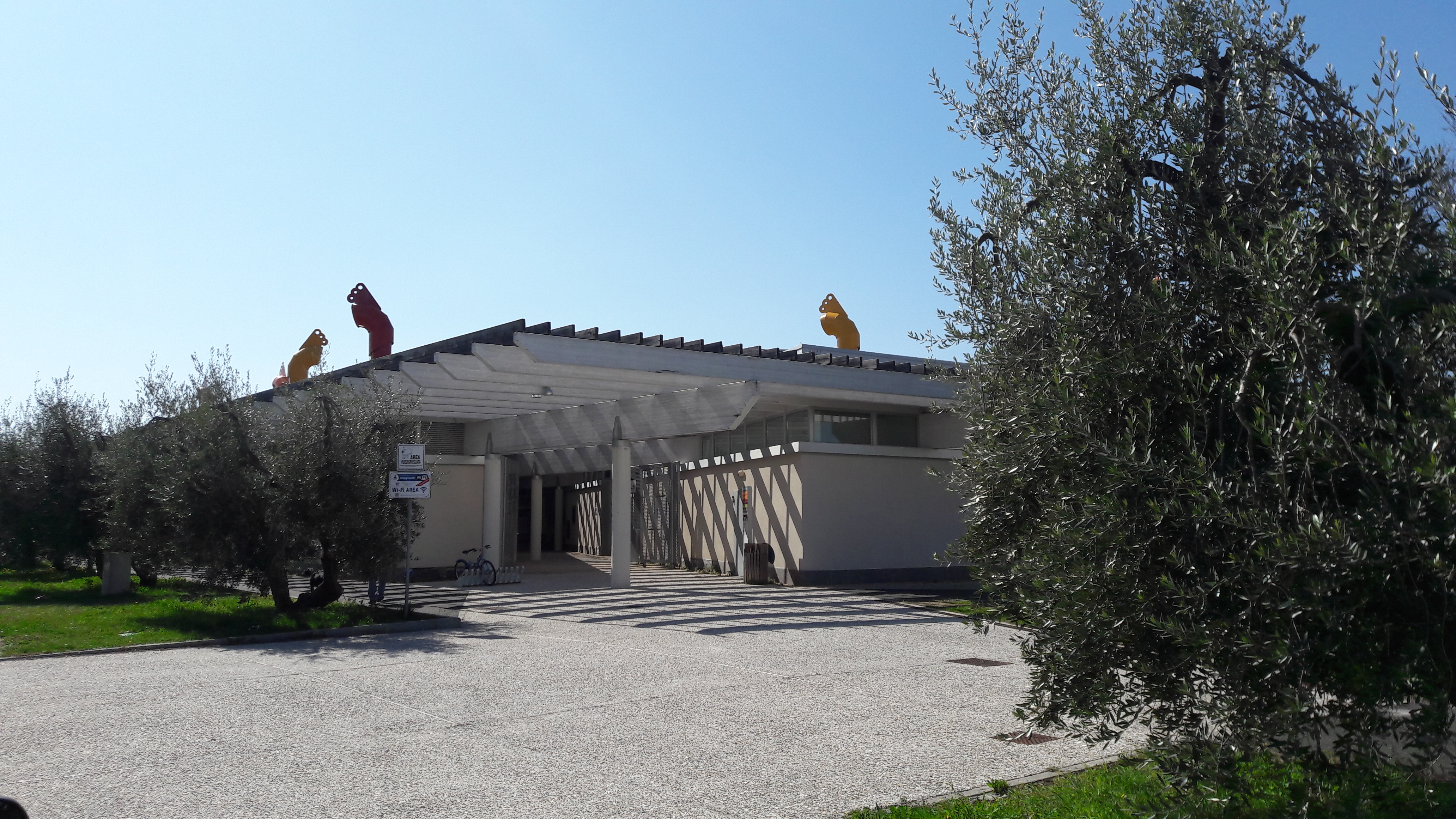
Centro culturale Le Creste lato nord

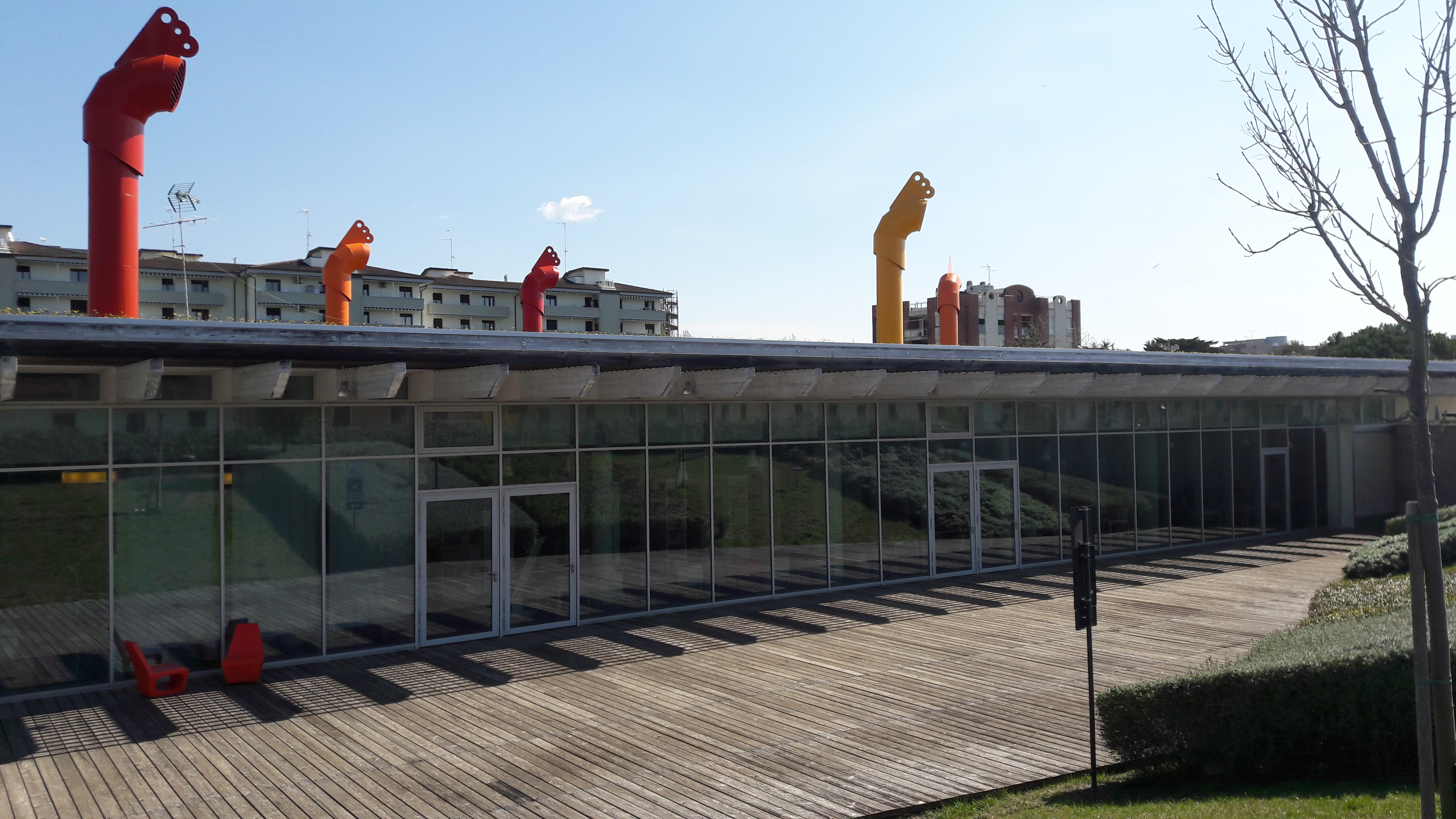
Centro Culturale Le Creste lato ovest

### Teatri
- Teatro Solvay: immerso nel verde del parco si caratterizza per la tipica architettura in laterizio nord europea. Oggi complesso polivalente utilizzato per recite teatrali, cinema, università popolare, appuntamenti istituzionali, sede di associazioni o semplice area di ritrovo.

### Musei
- Museo Civico Archeologico "Palazzo Bombardieri"
- Museo Archeologico Nazionale di Castiglioncello
- Museo di Storia Naturale

## Geografia antropica
L'abitato è situato tra Rosignano Marittimo e il mare, confinando, a nord, con la frazione di Castiglioncello.
Da nord a sud è percorso dalla via Aurelia, a fianco della quale scorre la linea ferroviaria Pisa-Livorno-Roma; pertanto i principali collegamenti interni per i mezzi stradali tra le due aree di Rosignano Solvay, lato mare ad ovest e lato monte ad est, sono garantiti da un cavalcavia e dal sottopasso di via Forlì, inaugurato il 29 maggio 2009 in sostituzione del soppresso passaggio a livello.
L'area abitativa è contraddistinta da 9 zone o rioni (Monte alla Rena, Crocetta, Pescine, Poggi Paoli/5 strade, Serragrande, Lillatro, Villaggio, Stazione, Paese Novo).
Molte poi le piazze dislocate sul territorio di Rosignano Solvay, tra queste: piazza Risorgimento è la piazza istituzionale conosciuta con l'appellativo di piazza del cavallo, piazza del Mercato in cui ha sede il tradizionale mercato settimanale del lunedì mattina, piazza della Repubblica antistante il vecchio passaggio a livello e piazza Monte alla Rena in prossimità del lungomare Colombo.
La frazione è dotata di un'area artigianale, denominata "Le Morelline", che si è sviluppata a partire dagli anni ottanta ad est dello stabilimento Solvay.
All'inizio del XXI secolo risale la costruzione di un grande porto turistico capace di ospitare 650 yacht con lunghezza massima fino a trenta metri. All'interno del porto è presente un borgo commerciale con bar, ristoranti, negozi, servizi di ogni genere ed un cantiere per la riparazione e l'alaggio delle barche ivi transitanti.

## Economia
Il centro industriale di Rosignano e i siti di Ponteginori e San Carlo garantiscono oltre 1500 posti di lavoro (2010), esclusi i lavoratori dell'indotto. Il parco industriale attuale non si limita alla sola Solvay, ma ospita insediamenti di GDF Suez e Ineos. Tutti gli impianti produttivi hanno ricevuto l'Autorizzazione Integrata Ambientale dagli enti preposti.
Ad oggi la produzione industriale è concentrata sulla produzione di:
- carbonato di sodio
- bicarbonato di sodio anche per uso farmaceutico
- cloruro di calcio
- cloro
- acido cloridrico
- clorometani
- materie plastiche
- perossido di idrogeno (acqua ossigenata).

L'industria è dotata di due centrali a turbogas per la produzione di energia elettrica della potenza di circa 450 MW cadauna. È allo studio la costruzione di un gassificatore di metano che comporterebbe l'allungamento dell'attuale pontile Solvada dove attraccano le navi etileniere per scaricare l'etilene liquido, prodotto necessario per la fabbricazione del polietilene (plastica), dagli attuali 1800 metri a 2200, per poter fare attraccare anche le navi metaniere che porteranno il metano liquido a -161 °C dando luogo volendo ad una vera e propria fabbrica del ghiaccio, gas tecnici e alimentari surgelati.
Da gennaio 2010 è in funzione il nuovo impianto, EOLO, che introducendo nuove tecnologie per la produzione di bicarbonato di sodio ha aumentato la capacità produttiva dell'80% da 155000 tonnellate annue a oltre 265000.

## Filmografia
- Gabriele Veronesi, Federico La Piccirella, Rosignano Solvay - La fabbrica che si fece giardino, Taiga, 2017.